# Joann Fletcher
Joann Fletcher (Barnsley, West Riding of Yorkshire, Inglaterra - 30 de agosto de 1966) é uma egiptóloga especializada em cabelos egípcios da antiguidade, e professora visitante honorário no departamento de arqueologia da Universidade de York. Ela publicou vários livros e artigos acadêmicos, incluindo vários sobre Cleópatra, e fez inúmeras aparições na televisão e no rádio. Em 2003, ela afirmou controversamente ter identificado a múmia da rainha Nefertiti. O documentário que retrata o ocorrido foi produzido pelo Discovery Channel e está disponível no YouTube.

## Rainha Nefertiti
Em 2003, Fletcher e uma equipe científica multidisciplinar da Universidade de York, incluindo o antropólogo forense Don Brothwell, participaram de uma expedição ao Vale dos Reis, no Egito, que foi sancionada por Zahi Hawass, então chefe do Conselho Supremo de Antiguidades (SCA). A investigação perseguiu uma hipótese levantada por Fletcher de que uma das três múmias estudadas poderia ser o corpo mumificado da rainha Nefertiti. Todos os três corpos mumificados foram encontrados entre um esconderijo de múmias na tumba KV35 em 1898. As descobertas científicas da equipe apoiaram isso e a hipótese foi incluída no relatório oficial apresentado a Hawass e à SCA logo após a expedição de 2003.  A expedição, resultado de 12 anos de pesquisa, foi financiada pelo Discovery Channel, que também produziu um documentário sobre as descobertas.
As conclusões de Fletcher foram rejeitadas por um grupo proeminente de egiptólogos (alguns dos quais alegaram anteriormente que a múmia em questão era do sexo masculino que tinha apenas quinze anos de idade, uma teoria agora desmentida), e as evidências usadas para apoiar as teorias de Fletcher foram declaradas como insuficientes, circunstanciais e inconclusivas. A Archaeology, uma publicação do Instituto Arqueológico da América, afirmou que a "identificação de Fletcher da múmia em questão como Nefertiti é balderdash". Zahi Hawass, chefe do Conselho Supremo de Antiguidades do Ministério da Cultura egípcio, posteriormente a proibiu de trabalhar no Egito porque ele disse que "o Dr. Fletcher quebrou as regras" exigindo que todas as descobertas proeminentes estivessem sujeitas à aprovação da SCA antes da publicação na mídia popular.
De acordo com o jornal The Times, arqueólogos britânicos "saíram em sua defesa", no entanto, e relataram que os membros da equipe de pesquisa mantiveram suas descobertas. Os membros da equipe sustentaram que nenhuma regra foi quebrada, com base no fato de que o relatório oficial apresentado à SCA incluía a hipótese de Fletcher, descrita por outros como uma "descoberta", e que Hawass havia sido informado do que seria apresentado no programa de televisão antes do documentário do Discovery Channel ser exibido.
A proibição da pesquisa de Fletcher no Egito foi posteriormente suspensa, e ela voltou a trabalhar no Vale dos Reis em abril de 2008.

## Publicações selecionadas
- Fletcher, Joann (1998). Oils and perfumes of ancient Egypt. London: British Museum Press. ISBN 9780714127033
- Fletcher, Joann (2000). Egypt's Sun King: Amenhotep III. London: Duncan Baird. ISBN 9781900131094
- Fletcher, Joann (2002). The Egyptian book of living and dying. London: Duncan Baird. ISBN 9781903296868
- Fletcher, Joann (2004). The search for Nefertiti: the true story of a remarkable discovery. London: Hodder & Stoughton. ISBN 9780340833049

## Aparições na televisão e no rádio
- 1991: Midweek (Egyptian Hair and Cosmetics), BBC Radio 4 (21.2.91)
- 1998: Post-Mortem: Egypt Uncovered, SC4/Discovery
- 1999: Mystery of the Mummies: Cave Mummies of the Canary Islands, Union Pictures/Channel 4
- 1999: Big Breakfast interview, Channel 4 (21.6.99)
- 1999: Face of the Pharaoh, MBC/National Geographic
- 1999: Midweek (Mummies), BBC Radio 4 (9.6.99)
- 2000: Private Lives of the Pharaohs, 3-part series, TV6/Channel 4
- 2000: Face Values: the story of cosmetics, Black Inc./Discovery
- 2000: The Oldest Mummies in the World: the Chinchorro, Cicada/Discovery
- 2001: Terry Jones’ Hidden History of Egypt, Seventh Art/BBC
- 2001: Terry Jones’ Surprising History of Sex and Love, Seventh Art/BBC
- 2002: Who Murdered Tutankhamen: Revealed, Atlantic/Discovery/Channel 5
- 2002: The Immortals of Ancient Sheba: the Yemeni Mummies, Juniper/National Geographic/Channel 4
- 2002: The True Curse of the Mummy, Stone City Films/Channel 5
- 2002: Pyramid, BBC Digital Channel
- 2003: The Black Mummy of Libya, Fulcrum/Channel 5
- 2003: Nefertiti Revealed, Atlantic/Discovery/Channel 5
- 2003: Carvilius: the Mummy of Rome, GA&A/National Geographic
- 2003: Ancient Egyptians, WalltoWall/Channel 4
- 2003: The Making of Ancient Egyptians, WalltoWall/Channel 4
- 2003: Everywoman, World Service Radio (14.6.03)
- 2005: Death In Sakkara, BBC Interactive
- 2005: The Myth, the Magic, and the Mummy’s Curse, BBC Interactive Museum exhibition
- 2005: New research on the life and death of Irt-yruw, Tyne-Tees news (16.11.05)
- 2006: Timewatch: Bog Bodies, BBC
- 2006: The Mummies of Hull Museum, BBC Look North (3.3.06)
- 2006: The Bog Bodies of Ireland, 60 Minutes News, Austrália (22.3.06)
- 2007: My Yorkshire, ITV Yorkshire
- 2008: Mummy Forensics, 6-part series (Lead Investigator and Series Consultant), History Channel
- 2008: Cleopatra the Great, BBC Radio York morning show (14.5.08)
- 2010: ‘A History of the World in a Hundred Objects’: the Anubis Mask, the Inlaid Eye, BBC Radio York (18.1.10 7am, 24.1.10 11am, 16.2.10 10.45pm and 8.4.10 11am) (26.5.10)
- 2011: Mummifying Alan: Egypt’s Last Secret, Blink/Channel 4/Discovery
- 2012: ‘Death Cult: Bog Bodies of Ireland’ (Ancient X Files) series WAG TV for National Geographic Channel
- 2013: Ancient Egypt: Life and Death in the Valley of the Kings (2a. parte da series), BBC/Lion TV.
- 2013: Life and Death in the Valley of the Kings, BBC Learning Zone/Lion TV
- 2013: Radio 5 Live with Richard Bacon (2.15-3pm), BBC Radio 5 (26.2.13)
- 2013: Woman’s Hour, BBC Radio 4 (22.3.13)
- 2013: Barnsley Museum Opening, Look North e BBC Radio Sheffield 27.6.13[12]
- 2013: ‘Museum of Curiosity’, Episode 1 of series 6, BBC Radio 4 (30.9.13)[13]
- 2014: Egypt's Lost Queens, BBC/Lion TV
- 2014: Woman’s Hour, BBC Radio 4 (3.9.14)
- 2015: ‘Seventy Million Animal Mummies: Egypt’s Dark Secret’, Horizon, BBC2
- 2015: The Amazing History of Egypt, BBC History Magazine podcast[14]
- 2015: The Radio 2 Arts Show with Claudia Winkleman, BBC Radio 2 (2.10.15)[15]
- 2015: Midweek, BBC Radio 4 (21.10.15)[16]
- 2015: Radio 4 in Four: Most Popular, BBC Radio 4[17]
- 2015: Symbols and Secrets, The Forum, BBC World Service (12.12.15)[18]
- 2016: Immortal Egypt with Joann Fletcher (4a. parte da serie), BBC/Lion TV
- 2016: A Good Read, BBC Radio 4 (12.7.16)[19]
- 2016: Tattoos in Africa, Al-Jazeera Online
- 2017: Women in History Debate, BBC History Magazine podcast[20]
- 2017: The Egypt Centre Museum of Egyptian Antiquities[21]
- 2017: Professors at Play: Assassins Creed Origins, internet broadcast (14.11), KM[22]
- 2018: ‘BBC Civilisations Festival in South Yorkshire’, BBC Radio Sheffield (7.3.18)
- 2018: BBC Civilisations festival (com Margaret Mountford), The Star[23]
- 2018: ‘Bolton’s Egypt: new museum galleries’, BBC 1 North-West Tonight (21.9.18)[24]
- 2019: Egypt’s Unexplained Files (10a. parte da serie), Discovery Science (360 Productions/Discovery)
- 2020: PM Show, BBC Radio 4 (24.1.20)